# Cantonul Metz-Ville-3
Cantonul Metz-Ville-3 este un canton din arondismentul Metz-Ville, departamentul Moselle, regiunea Lorena, Franța.